# Isabel Guerrero
Isabel Guerrero fue un militar mexicano quién participó en la Revolución mexicana, nacido en Zacatelco, Tlaxcala. Logró el rango de teniente Coronel en el Ejército Constitucionalista. Su partición en la Revolución mexicana inició en mayo de 1910 junto con Felipe Villegas y Máximo Rojas. También fue miembro del consejo de guerra en la ciudad de Tlaxcala. Tiempo más tarde se unió a Domingo Arenas convirtiéndose en jefe militar.